# Caterina Logoh
Caterina Logoh (Osimo, 20 febbraio 2003) è una cestista italiana.

## Carriera

### Club
Inizia a praticare all'età di 11 anni il minibasket nella squadra della sua città, la Vis Basket Castelfidardo. In seguito si trasferisce al Porto San Giorgio. A 14 anni entra a far parte del progetto High School Basket Lab a Roma, organizzato dalla federazione. È stata premiata come miglior giocatrice al torneo “European Youth League” in Polonia, riservato alle migliori squadre europee Under 14 . Dal 2020 al 2022 rappresenta per due stagioni la PB63 Lady in A1 e A2, mentre nella stagione 2022/23 veste la canotta dell'Alperia Basket Club Bolzano. L'11 luglio 2023 viene firmata dalla Reyer Venezia.

### Nazionale
Ha vinto la medaglia di bronzo agli Europei Under-20 nel 2022.

## Palmarès

### Club
- Campionato italiano: 1

Reyer Venezia: 2023-2024
- Supercoppa italiana: 1

Reyer Venezia: 2024